# چو هوی (بازیکن بسکتبال)
چو هوی (انگلیسی: Chu Hui؛ زادهٔ ۲۱ فوریهٔ ۱۹۶۹) بازیکن بسکتبال اهل چین بود. وی در بازی‌های المپیک تابستانی ۱۹۹۶ شرکت کرده‌است.